# Forsyningsskib (militær)
 For alternative betydninger, se Forsyningsskib (offshore).
Et militært forsyningsskibs formål er, som navnet antyder, at forsyne krigsskibe med brændstof, proviant, ammunition og andre fornødenheder til søs, anker eller i havn. Formålet er at kunne forøge krigsskibes evne til at operere i længere tid uden at skulle søge i havn for at hente nye forsyninger. Forsyningsskibe forsyner generelt kun mariner, men de andre værn kan også have en slags forsyningsskibe som eksempelvis de amerikanske Prepositioning Ships.

## Generelt
Forsyningsskibe har været benyttet siden det antikke Romerrige til at transportere soldater og proviant. I tidens løb er der blevet udviklet et antal forsyningsskibe. Hovedtyperne er:
- Flådeforsyningsskibe
- Tendere
- Andre transport og -forsyningsskibe

Forsyningsskibe er normalt let bevæbnet og sejler derfor ofte sammen med et krigsskib der kan beskytte det eller i et sikkert farvand. Skibenes besætninger kan både være civile, militære eller en kombination. Skibene hører under forskellige myndigheder. De britiske og de amerikanske flåder er organiseret med henholdsvis Royal Fleet Auxiliary og Military Sealift Command der hører under forsvarskommandoen, ikke under flåden selv og er bemandet med civile besætninger. I Deutsche Marine hører forsyningsskibe og støttefartøjer under Støtteeskadren (Trossgeschwader) i Einsatzflottille 2. Mens de tyske forsyningsskibe er bemandet med militære besætninger er de andre hjælpeskibe bemande med civile besætninger. Tyske tendere hører under de forskellige eskadrer i Einsatzflottille 1.
Ud fra det engelske begreb Auxiliary (= støtte) bliver skibe der betegnes som et forsyningsskib i ikke-amerikanske NATO-styrker udstyret med et A i deres pennantnummer.

## Flådeforsyningsskib
Forsyningsskibe er som regel udstyret med udstyr der gør det muligt at overføre brændstof under sejlads, på engelsk udtalt Replenishment At Sea (forkortet RAS). Dette sker for det meste ved at skibene sejler på en parallel kurs med kort afstand i mellem dem. På denne måde kan der overføres brændstof, olie og ferskvand. Desuden er det muligt at overføre paller med gods ved hjælp af tovværk. Med et lettere, men tilsvarende, system kan man også overføre personel. En anden mulighed er at foretage en overførsel ved seriel sejlads, her sejler forsyningsskibet foran det modtagende skib og lader brændstofslangen slæbe i vandet efter sig. Det modtagende skib samler slangen op og modtager på denne måde sit brændstof. Denne overførselsmetode er noget langsommere end den parallelle og tillader ikke overførslen af gods.
Alternativt til godsoverførslen kan man også vælge at overføre ved hjælp af en helikopter. Denne overførsel kaldes vertical replenishment, forkortet VERTREP.
De tyske forsyningsskibe består af den moderne Berlin-klasse, der er udstyret med en fuld maritim redningscentral og et hospital på størrelse med et større provinshospital.
Af forskellige typer af forsyningsskibe kan blandt andet nævnes tankskibe og ammunitionsskibe. Tankskibene kan forsyne krigsskibene med brændstof, fly- og helikopterbrændstof, olie eller vand. 
Ammunitionsskibe er specialiserede forsyningsskibe der kan medbringe store mængder ammunition og kan overføre denne ammunition til krigsskibene i flåden. Da man i nyere tid benytter præcisionsvåben og dermed et mindre behov for ammunition forventes det at behovet for deciderede ammunitionsskibe falder, og man er derfor begyndt at bygge forsyningsskibe der er en kombination de to skibstyper.

## Tendere
Tendere er specialiserede støtteskibe til mindre skibe, fartøjer eller ubåde. Tidligere fandtes der endda en søflytender. Tendere kan som regel udstyres med værksteder og teknikere samt en mindre stab. De fungerer som en flydende udgangspunkt for de tilknyttede enheder. Tenderne og de mindre skibe er som regel ikke udstyret med udstyr til at foretage RAS og holder derfor typisk til i en havn i nærheden af operationsområdet eller ligger opankret på et sikkert sted hvorefter skibene lægger til på siden af tenderen og derfra overfører de væsker eller varer der skal overføres. Tendere kan også være udrustet med sovesale og bad til fartøjernes besætninger.
Den tyske marine benytter ved internationale operationer med Braunschweig-klassen, Gepard-klassen, minerydningsfartøjer eller ubåde en tender som fremskudt flådestation, der er oprettet i en egnet havn. Tendere fungerer i princippet som en flydende version af det danske koncept med OPLOG teams.

## Andre transport- og forsyningsskibe
Under kategorien forsyningsskibe hører også en gruppe af skibe der ikke kommer i nærheden af de styrker de indirekte støtter, men skibe der kommer for at følge op på de resultater der er skabt i området. Denne gruppe omfatter andre transportskibe, tankskibe og værkstedsskibe. Disse skibe fungerer som forsyningsskibenes og tendernes forsyningsskibe. Det er også her, væk fra konfliktzonen, større reparationer finder sted.
De hurtigste forsyningsskibe i verden er de amerikanske Fast Sealift Ships, der kan nå op på hastigheder over 30 knob.